# Takaya Kuroda
Takaya Kuroda (黒田 崇矢 Kuroda Takaya?,  Tokio, Japón, 17 de abril de 1967) es un seiyū, actor y cantante japonés, actualmente afiliado a AXL-One. Previamente lo estuvo con Mausu Promotion y 81 Produce. Kuroda es conocido por su voz grave, lo que le permite interpretar en su mayoría roles de villanos. Algunos de sus papeles más destacados son el de Yaiba en GōGō Sentai Bōkenger, Kazuma Kiryu en la serie de videojuegos Yakuza / Like a Dragon, Starscream en Transformers: Cybertron (en reemplazo del fallecido Hirotaka Suzuoki cuando su salud empeoró). También fue considerado para asumir el papel de Suzuoki como Sakaki en Pokémon, pero el papel le fue dado a Kenta Miyake.

## Filmografía

### Anime
- 91 Days (Nick, ep 4)
- Akagi (Kawashima)
- Angel Heart (hombre)
- Ayakashi Ayashi (papá de Nobori)
- Black Blood Brothers (August Waiker)
- Black Cat (David Pepper)
- Black Lagoon (Spieleberger, ep 4)
- Bleach (Baura)
- Blood+ (Rodgers)
- Bobobo-bo Bo-bobo (Hāgen)
- Boruto: Naruto Next Generations (Kedama)
- Burst Angel (Mafia boss)
- Case Closed (Kōji Wanibuchi, hombre
- Chocotto Sister (Master)
- Cromartie High School (Masked Takenouchi)
- Digimon Xros Wars: The Evil Death General and the Seven Kingdoms (NeoVamdemon)
- Dragon Drive (Agent S)
- Durarara!! x2 (Simon Brezhnev)
- Fairy Tail (Capricorn, Arcadius, Zirconis)
- Full Metal Panic? Fumoffu (Maron)
- Gintama° (Yagyu Koshinori)
- Go-Tōbun no Hanayome (Maruo Nakano)
- Hunter x Hunter (Raizo)
- Inuyashiki (Samejima)
- Jinki:EXTEND (J. Harn)
- Joker Game (teniente coronel Akimasa Kazato, eps. 8-9)
- Jujutsu Kaisen (Masamichi Yaga)
- Kure-nai (Renjō Kuhōin)
- Kyōkai Senjō no Horizon (Kiyonari Ulquiaga)
- Kyōkai Senjō no Horizon II (Kiyonari Ulquiaga)
- Madlax (Sergeant)
- Mairimashita! Iruma-kun (Sullivan)
- Military! (Tío)
- Nana (Yamagishi)
- Natsume Yūjin-Chō (Misuzu)
- Nanbaka (Enki Gokū)
- Otogi-Jūshi Akazukin (Basterai)
- Red Garden (Claire's father)
- Rocket Girls (Kazuya Kinoshita)
- R.O.D the TV (Sonny "The Recycler" Wong)
- Saint Seiya: Saga de Hades (Babel de Centauro)
- Saint Seiya Ω (Hyperión de la Espada Sagrada Cataclísmica)
- Shakugan no Shana (Sabrac)
- Seikoku no Dragonar (Modred)
- Shōkoku no Altair (Büyük Pasha, el "Gran Pasha")
- Show by Rock!! (daga-Morse)
- Starship Operators (Lee Young Sook)
- Transformers: Cybertron (Starscream, Fire captain)
- Triage X (Masamune Mochizuki)
- Wolf's Rain (Darcia)
- Yamada-kun to 7-nin no Majo (Kuroda-kun (ep. 7), Black-Haired Delinquentep. 2)

### OVA
- AIKa R-16: Virgin Mission (Captain)
- My-Otome Zwei (Major)
- Viewfinder (Ryuichi Asami)

### Videojuegos
- Yakuza (Kazuma Kiryu)
- Yakuza 2 (Kazuma Kiryu)
- Yakuza 3 (Kazuma Kiryu)
- Yakuza 4 (Kazuma Kiryu)
- Yakuza: Dead Souls (Kazuma Kiryu)
- Ryu ga Gotoku Kenzan! (Musashi Miyamoto)
- Crash Tag Team Racing (Park Drone)
- Project Zero 3: The Tormented (Yū Asō)
- The King of Fighters 2000 (Lin)
- The King of Fighters 2001 (Lin)
- Magna Carta: Crimson Stigmata (Orha Duren)
- Samurai Warriors (Hattori Hanzō)
- Super Robot Wars GC (Vōt Nicolaus)
- Tales of Symphonia (Botta, Shadow)
- Warriors Orochi (Hattori Hanzō)
- Like a Dragon: Ishin! (Sakamoto Ryoma)
- Yakuza 5 (Kazuma Kiryu)
- Yakuza 0 (Kazuma Kiryu)
- Fate/Grand Order (Fergus mac Róich)
- Yakuza Kiwami (Kazuma Kiryu)
- Yakuza Kiwami 2 (Kazuma Kiryu)
- Yakuza 6: the Song of Life (Kazuma Kiryu)
- Hokuto Ga Gotoku (Kenshiro)
- Yakuza: Like a Dragon (Kazuma Kiryu)
- Like a Dragon Gaiden: The Man Who Erased His Name (Kazuma Kiryu)
- Like a Dragon: Infinite Wealth (Kazuma Kiryu)